# سلالة تشوزرايد الحاكمة
سلالة تشوزرايد المعروفة أيضًا باسم الميرنيد الأيبيرية، هي سلالة الملوك ثم الأمراء الرئيسين لدولة أيبيريا الجورجية المبكرة منذ القرن الرابع وحتى القرن التاسع. قبلت العائلة، ذات الأصل الإيراني الميرنيدي، المسيحية باعتبارها دينًا رسميًا لها نحو عام 337 (أو 319/326)، وجرت مناورة بين الإمبراطورية البيزنطية وإيران الساسانية للحفاظ على درجة من الاستقلال. بعد إلغاء الملكية الأيبيرية من قبل الساسانيين نحو عام 580، كان لأمراء السلالة الحاكمة فرعين يرتبطان ارتباطًا وثيقًا، ولكنهما يتنافسان في بعض الأحيان –سلالة تشوزرايد الأكبر وسلالة غوارميد الأصغر- حتى أوائل القرن التاسع عندما خلفهم الباغراتيونيون الجورجيون على عرش أيبيريا.

## الأصول
سلالة تشوزرايد فرع من عائلة ميرنيد الأميرية، وهي واحدة من المنازل السبع العظيمة في إيران، والتي كانت مرتبطة ارتباطًا بعيدًا بالساسانيين، وسرعان ما وضع فرعاها الآخران على عرشي غوغرين وغاردمان، الإمارتين القوقازيتين اللتين مُزجت فيهما ثلاثة أمم -الأرمن والألبان والجورجيون.
وفقًا للسجلات الجورجية، نُصب أول ملك من تشوزرايد ميريان الثالث (ميرن) (حكم 284-361 بعد الميلاد)، من خلال زواجه من الأميرة الأيبيرية أبيشرا (ابنة آخر ملوك السلالة الأرشكية الجورجية أسباكيورز الأول)، على عرش أيبيريا من قبل والده الذي تشير إليه السجلات الجورجية باسم «كسرى»، ملك إيران العظيم. وهناك سجل تأريخي جورجي آخر من القرون الوسطى، وهو تحويل كارتلي، يتعارض مع تقليد حياة ملوك في السجلات الجورجية ويحدد هوية ميريان باعتباره ابن الملك ليف، خليفة الملك أسباكيورز الأول. لم يُذكر اسم ليف في أي مكان آخر.

## التشوزرايد الأوائل
كان صعود سلالة ميرنيد إلى عروش القوقاز، في الواقع، مظهرًا من مظاهر انتصار الساسانيين على ما بقي في المنطقة من السلالة الأرشكية من فرثيا التي كان فرعها الأرمني في حالة انحطاط، وكان فرعها الجورجي قد انقرض بالفعل.
بصفته ملكًا تابعًا لإيران، شارك ميريان الثالث (حكم 284-361)، مؤسس سلالة تشوزرايد، في الحرب الساسانية ضد الإمبراطورية الرومانية. ومع ذلك في صلح نصيبين عام 298، اعترفت روما بسيادتها على شرق جورجيا، لكنها اعترفت بميريان باعتباره ملك أيبيريا. سرعان ما تكيف ميريان مع التغيير في النسيج السياسي في القوقاز، وأقام علاقات وثيقة مع روما. عُززت هذه الرابطة بعد أن قامت المبشرة المسيحية، نينو، بتحويل ميريان وزوجته نانا وعائلته إلى المسيحية في عام 337 أو نحوه. لكن الساسانيون استمروا في التنافس مع روما لمد نفوذهم على أيبيريا، ونجحوا في الإطاحة مؤقتًا بخلف ميريان الروماني، سوروماسيز الثاني، لصالح أسباكيورز الثاني الموالي لإيران عام 361. تدخل الإمبراطور الروماني فالنس وأعاد سوروماسيز إلى العرش عام 370، على الرغم من أن نجل أسباكيورز وخليفته، مهردات الثالث (حكم 365-380)، سُمح له بالاحتفاظ بحكم الجزء الشرقي من المملكة. ومع ذلك، بحلول عام 380، نجح الساسانيون في إعادة تأكيد مطالباتهم من خلال إعادة توحيد أيبيريا تحت سلطة أسباكيورز الثالث من أيبيريا (حكم 380-394) وبدأوا في انتزاع الجزية من البلاد. ومن الواضح أن الرومان اعترفوا بخسارة أيبيريا في أعقاب معاهدة اسيليسين المبرمة مع إيران عام 387. قاومت الكنيسة المسيحية وجزء من طبقة النبلاء نمو النفوذ الإيراني في شرق جورجيا، من خلال تعزيز الزرادشتية، واختراع الأبجدية الجورجية، وهي أداة حاسمة في نشر التعلم المسيحي، كونها الإرث الثقافي الأكثر أهمية لهذا النضال. ظل ملوك تشوزرايد في أيبيريا، وإن كانوا مسيحيين، مخلصين بشكل عام لأسيادهم الإيرانيين حتى عهد الملك فكانغ الأول غورغسالي (حكم 447-522)، وربما هو أشهر ملوك تشوزرايد في أيبيريا، يُنسب إليه أيضًا تأسيس عاصمة جورجيا الحديثة تبليسي، عَكَس توجهه السياسي في عام 482، ما جعل دولته وكنيسته أكثر انسجامًا مع السياسة البيزنطية الحالية. ثم قاد، بالتحالف مع الأمير الأرمني فاردان ماميكونيان، تمردًا مفتوحًا ضد الساسانيين واستمر في كفاحه اليائس، والذي فشل، حتى نهاية حياته.